# Robert Bütler
Robert Andreas Bütler SJ (* 3. März 1915 in Flüelen, Kanton Uri, Schweiz; † 18. Januar 1996 in Bern) war ein Schweizer Jesuit und Islamwissenschaftler.

## Leben
Robert Bütler verbrachte seine Kindheit in Zug und seine Jugend in der Region Basel. Nach der Matura in Basel studierte er Französisch, Italienisch und Geschichte. 1938 erwarb er das Mittellehrerdiplom. Von 1940 bis 1943 arbeitete er als Deutschlehrer in Bordeaux. Ab 1943 wieder in Basel, führte er sein Studium weiter und schloss mit dem Oberlehrerdiplom und dem Doktorat in französischer Literatur ab. Danach unterrichtete er bis 1951 auf der Oberstufe des Basler Mädchen-Gymnasiums. Im gleichen Jahr trat er dem Jesuitenorden bei. Sein erstes Jahr im Noviziat verbrachte er in Fourvière bei Lyon, sein zweites im Libanon. Bereits 1948 hatte er aufgrund von Erfahrungen auf Reisen durch Algerien mit dem Studium der arabischen Sprache begonnen. Von 1953 bis 1955 studierte er Philosophie in Chantilly bei Paris, drei weitere Jahre bis 1958 Theologie in Lyon und nach dem Empfang der Priesterweihe in Zug ein viertes Jahr in Beirut. In den folgenden Jahren vertiefte er seine Arabisch- und Islamstudien in Beirut und Bagdad, ergänzt mit Aufenthalten in Tunis, Constantine und Kairo. Zum Abschluss seiner spirituellen Ausbildung als Jesuit verbrachte er ein Jahr in Indien.
1961 erhielt er von Josef Stierli SJ, dem Oberen der damaligen Schweizer Vizeprovinz der Jesuiten, die Anfrage, sich einem neuen Projekt in Lahore, Pakistan, anzuschliessen. Er sollte zusammen mit zwei anderen Jesuiten, dem Belgier Alfons Schoeckaert (1897–1965) und dem Deutschen Heinz Schultz (1920–1972), auf Wunsch des dortigen Bischofs ein Wohnheim für Studierende eröffnen. In einem Land, dessen Bevölkerung zu 97 % muslimisch war, ging für Robert Bütler ein lang ersehnter Wunsch in Erfüllung. Seit seinen Algerienreisen mit Charles de Foucauld hatte er sich auf ein Engagement im interreligiösen Dialog vorbereitet.
Am 5. Februar 1962 eröffneten sie das nach dem Gründer des Jesuitenordens Loyola Hall genannte Zentrum. Schon bald begannen die drei Jesuiten im neuen Studentenheim in Lahore mit dem Aufbau einer Bibliothek und sammelten Bücher vor allem zu den Bereichen Islam, christliche Theologie und Spiritualität, Urdu, Geschichte, Philosophie und Sozialwissenschaften. Ihre Absicht war, interreligiöse Studien zu fördern und den interreligiösen Dialog in Intellektuellenkreisen voranzubringen. Das Haus gewann nach und nach den Ruf eines Treffpunktes mit Vorträgen, Diskussionsrunden und internationalen Symposien. Auswärtige Gäste konnten dort selbst untergebracht werden. Bütler wurde mit zunehmendem Bekanntheitsgrad ein international gefragter Referent an Konferenzen in verschiedenen europäischen und asiatischen Ländern und wirkte als Berater für das Sekretariat für Nichtchristen in Rom. Sein spiritueller Interessenhorizont ging über den islamisch-christlichen Dialog weit hinaus. Auch im Buddhismus fand er für sein eigenes Glaubensleben so wichtige Impulse, dass er ein Sabbatjahr in Japan verbrachte, wo er vor allem Zen studierte und übte.
Bütler war seit seinem Aufbruch nach Pakistan davon ausgegangen, dort bis an sein Lebensende zu bleiben. Doch mit zunehmendem Alter konnte er die heissen Sommer immer weniger ertragen. Dies führte ihn zum Entschluss, in die Schweiz zurückzukehren. Am 15. Juni 1986 verabschiedete er sich für immer von seiner zweiten Heimat, erfüllt von einer Dankbarkeit für, wie er sagte: „das viele, das dortige Menschen, oft auch in wortloser Form, mir in mein Leben hineingeschenkt haben.“
In der Schweiz begann in jenen Jahren das Interesse an der muslimischen Welt zu wachsen. Bütler war zum zweiten Mal ein gefragter Referent und wurde nun zu Vorträgen in der ganzen Schweiz eingeladen. Er wohnte in der Berner Jesuiten-Kommunität, wo er auch vor Ort im Akademikerhaus, dem Ort der katholischen Hochschulseelsorge, mithalf. Er leitete Zen-Meditations-Gruppen und Gesprächskreise zu Mystikern wie Meister Eckhart.
Von einem Sturz im Treppenhaus erholte er sich nicht mehr richtig und verstarb nach elfmonatigem Leiden am 18. Januar 1996 im Viktoriaheim in Bern.

## Werk
Bütlers Lebenswerk kann in seinem Jahrzehnte langen Einsatz für eine Kultur des Dialogs zwischen den verschiedenen Religionen, Traditionen und Kulturen gesehen werden. Inspiriert durch die Beschäftigung mit Biographie und Spiritualität Charles de Foucaulds war er überzeugt, diesen Dialog im Alltag der konkret gelebten Nachbarschaft zu verankern. Darauf war für ihn als zweiter Schritt der gemeinsame Einsatz für soziale Gerechtigkeit zu bauen, um drittens im Dialog mit den Anderen die Glaubensgrundsätze aller Religionen zu studieren. Sein Ideal wie auch seine Haltung waren eine Gesprächskultur des gemeinsamen Suchens, geprägt vom Interesse an Tradition und Weisheit der jeweiligen Gesprächspartner.
Doch während in der römisch-katholischen Kirche in den 1950er-Jahren ein Aufbruch zum Dialog mit anderen Religionen begann, der dann im II. Vatikanischen Konzil mit der päpstlichen Erklärung Nostra Aetate ein grundsätzlich positives Verhältnis zu den anderen Religionen eröffnete, wurden die politischen und kulturellen Bedingungen für den interreligiösen Dialog in Pakistan schwieriger. Das Ringen um die Macht war in diesem jungen Staat seit der Trennung von Indien und der Unabhängigkeit von Grossbritannien von militärischen Interessengruppen beherrscht, welche wiederum in unterschiedlicher Weise, unter dem Einfluss islamischer Bewegungen standen. Das Land stand so in teils sich vermischenden, teils sich ablösenden Komponenten unter dem Joch des Kriegsrechts (Muhammad Ayub Khan 1958–1968, Muhammad Yahya Khan 1969–1972, Mohammed Zia ul-Haq 1977–1988), einer sozialistischen Politik (Zulfikar Ali Bhutto 1973–1977) sowie islamistischer Gesetzgebungen (Iskander Mirza 1956–1958, Mohammed Zia ul-Haq 1977–1988). Die Tendenz zum Ausschluss religiöser Minderheiten war dem jungen Pakistan schon durch seine u. a. aus diesem Grund erfolgte Abtrennung vom neu entstandenen Indien in die Wiege gelegt. Selbst muslimische Minderheiten gerieten zunehmend unter Druck. Die Ahmadiyya wurde 1984 formell verboten.
Unter diesen Vorzeichen hatte Bütler den Dialog zu pflegen. Über seine Stelle als Italienisch-Dozent am Orientalischen College der Punjab-Universität wurde er ab 1963 zwar zu einem gesuchten Gesprächspartner für Akademiker verschiedener Universitäten in Pakistan. Er schrieb zahlreiche Artikel über Islam, Christentum und interreligiösen Dialog, die er in muslimischen und christlichen Zeitschriften in Pakistan veröffentlichte, von denen die meisten allerdings verschollen sind. Vom schriftlichen Austausch mit seinen Dialogpartnern ist vor allem die Korrespondenz mit dem politisch-religiösen Denker, Schriftsteller und Aktivist Sayyid Abu ‘l-A‘la Mawdudi erhalten. Während Bütler von einem genuinen religiösen Interesse Mawdudis ausging, ging es Mawdudi primär um den Aufbau eines islamischen Staates. Nach Mawdudi konnten Nicht-Muslime in einem islamischen Staat keine politische Funktion übernehmen. Seine Vorbehalte gegen die christliche Religion waren umso stärker, als er die Kirchen als Instrument der fortdauernden westlichen Kolonialisierung sah. Und die neue Öffnung, die das II. Vaticanum in der römisch-katholischen Kirche gebracht hat, schien für ihn ein historisches Detail ohne Bedeutung zu sein. Die Korrespondenz zwischen Bütler und Mawdudi zeigt exemplarisch, mit welchen Schwierigkeiten der interreligiöse Dialog konfrontiert war. Durch die sich verschlechternde ökonomische und politische Situation wanderten viele gebildete Leute nach Europa und in die USA aus. Dies bedeutete auch einen Verlust für das Interreligiöse Zentrum Loyola Hall in Lahore. Bütlers Gesprächspartner schätzten ihn zwar persönlich, aber hielten wenig von seiner Religion. Er hingegen hielt an der Hoffnung fest, dass die mit der Islamisierung verbundenen Schwierigkeiten bald überwunden würden und die wenigen Christen in Pakistan ein umso glaubhafteres Zeugnis von Gottes Liebe ablegen würden.
Wenn auch die Institutionalisierung des von Bütler angestrebten interreligiösen und interkulturellen Dialogs weitgehend scheiterte, bleibt die von ihm aufgebaute Fachbibliothek mit der an sich einzigartigen Ausrichtung auf die mystische Dimension des Islams in Fachkreisen anerkannt. So ist es z. B. ein islamischer Gelehrter, Ikram Chagahtai, der 1994 eine Sammlung von Bütler verfasster Fach-Aufsätze unter dem Titel Trying to Respond herausgegeben hat.

## Schriften
- Declaration of the Vatican Council on the Non-Christian Religions. In: Collationes Lahorenses 7 (1966), S. 19–29.
- Kitab al-Tawasin of al-Hallaj. In: Iqbal Review 11 (1970), S. 1–58.
- Ghulam Ahmad Parvez: Ideological Revolution Through the Quran. In: Al-Mushir 17 (1975), S. 1–37.
- Why Dialogue with Muslims is Difficult. In: Focus 5 (1976), S. 10–26.
- Islamic Resurgence in Pakistan, and the Church. In: Al-Mushir 23 (1981), S. 42–55.
- Trying to Respond: Essays and Reviews on Islam, Pakistan and Christianity. Edited by Muhammad Ikram Chaghatai. Pakistan Jesuit Society, Lahore 1994.